# Słońce dziesięciu linii
Słońce dziesięciu linii – trzecia książka Zofii Romanowiczowej wydana na przełomie lutego i marca 1963 roku nakładem oficyny wydawniczej „Libella”. Okładkę zaprojektował Władysław Szomański. 

## Tytuł i motto
Tytuł powieści zaczerpnięty został z „Księgi Izajasza”, na co wskazuje motto utworu: „…I wróciło się słońce o dziesięć linii po stopniach, przez które było zstąpiło. Izajasz, 38,8”. Arkadiusz Morawiec wyjaśnia to następująco: „Ów cytat, wyjęty z opowieści o królu Ezechiaszu, którego Bóg – śmiertelnie chorego – uzdrowił i podarował mu dalszych piętnaście lat życia, odnosi się do narratorki-bohaterki, niemal cudem ocalonej od śmierci i tą niedoszłą śmiercią głęboko, traumatycznie, naznaczonej”.

## O powieści
Akcja powieści rozgrywa się w ciągu jednego dnia, kilkanaście lat po zakończeniu II wojny światowej, w Paryżu. Tłem powieści są aktualne wydarzenia, tj. protesty algierczyków, brutalnie tłumione przez francuską policję. Główna bohaterka, Nina, polska Żydówka, jest osobą okaleczoną w obozie koncentracyjnym, gdzie poddawana została eksperymentom medycznym. Traumatyczna przeszłość ciąży nad dalszym życiem bohaterki. Nina wchodzi w przemocową relację z Anzelmem. Akcja powieści toczy się głównie w psychice bohaterki. Fabuła ma charakter jedynie pretekstowy.

## Problematyka powieści
Słońce dziesięciu linii to głębokie i poruszające studium psychiczne kobiety odrzuconej, dotkniętej traumą. W recenzji książki Waleria Fuksa pisała, że Zofia Romanowiczowa to „powieściopisarka dojrzała, dysponująca wyostrzonym zmysłem obserwacji, wnikliwością i intuicją psychiatry”. Jednym z tematów książki jest niespełniona miłość. Wymowę utworu kształtuje idea losu oraz niemożność przezwyciężenia jego wyroków. Główna bohaterka jest osobą wykluczoną, wielokrotnie i na różnych poziomach wyobcowaną.

## Kwestie genologiczne
Słońce dziesięciu linii powszechnie uznawane jest za powieść psychologiczną. Część krytyków dostrzegła w niej również podobieństwa z nowoczesną, w tym awangardową, prozą europejską, zwłaszcza francuską. Za literackich patronów tej powieści uznaje się Marcela Prousta, Alberta Camusa, Nathalie Sarraute. Janusz Kowalewski zwracał również uwagę na inspiracje egzystencjalistyczne i psychoanalityczne tej książki. Utwór posiada również pewne cechy paraboli.

## Recepcja powieści
Słońce dziesięciu linii spotkało się ze skromniejszym przyjęciem krytyki niż poprzednie dwie książki autorki – Baśka i Barbara i Przejście przez Morze Czerwone. Poza krajem ukazało się tylko pięć recenzji, aczkolwiek były to recenzje przychylne. Powieść została zgłoszona do nagrody „Wiadomości” za rok 1963.